# Atimura punctissima
Atimura punctissima är en skalbaggsart som beskrevs av Francis Polkinghorne Pascoe 1865. Atimura punctissima ingår i släktet Atimura och familjen långhorningar. Inga underarter finns listade.